# Arco della Vittoria
L'Arco della Vittoria, detto anche Monumento ai caduti o Arco dei Caduti, è un imponente arco di trionfo, realizzato durante il regime fascista, situato in piazza della Vittoria a Genova. È dedicato ai genovesi caduti nel corso della prima guerra mondiale e fu inaugurato il 31 maggio del 1931.

## Storia

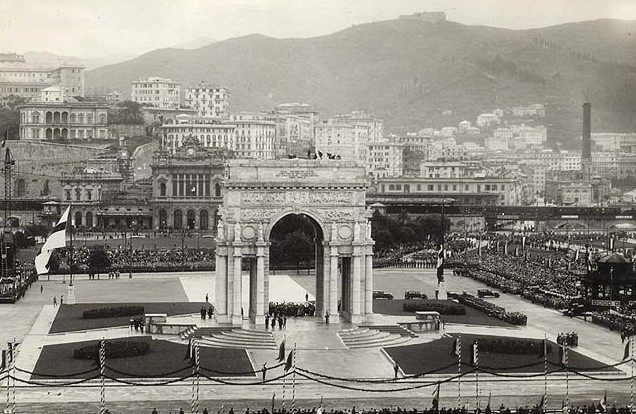
L'inaugurazione dell'Arco della Vittoria, avvenuta il 31 maggio 1931

La scelta di edificare un monumento celebrativo fu presa nel 1923 dal Comune di Genova, il quale, durante i lavori di urbanizzazione e riqualificazione dell'area all'epoca erbosa e umida, bandì un concorso nazionale prescrivendo che l'architettura avesse forma di arco e fosse posizionata nell'allora prato adiacente al torrente Bisagno, ancora non interrato sotto viale Brigate Partigiane.
La commissione giudicatrice scelse nella seconda fase — dai sedici progetti pervenuti — la bozza dell'architetto Marcello Piacentini (architetto che realizzò parecchie opere per il regime) e dello scultore Arturo Dazzi perché, come commentò la commissione, nel progetto si valorizzarono gli elementi architettonici della Roma Imperiale e del Cinquecento dando al monumento una forte funzione commemorativa eroica e trionfale.
Il disegno originale del 1924 venne poi modificato dallo stesso Piacentini due anni dopo, rendendo il monumento ad arco più semplice e asciutto. Le opere per la costruzione del monumento furono eseguite dall'azienda locale Impresa Garbarino e Sciaccaluga, dirette personalmente dall'architetto Piacentini.

## Descrizione

schema frontale dell'arco (lato nord)

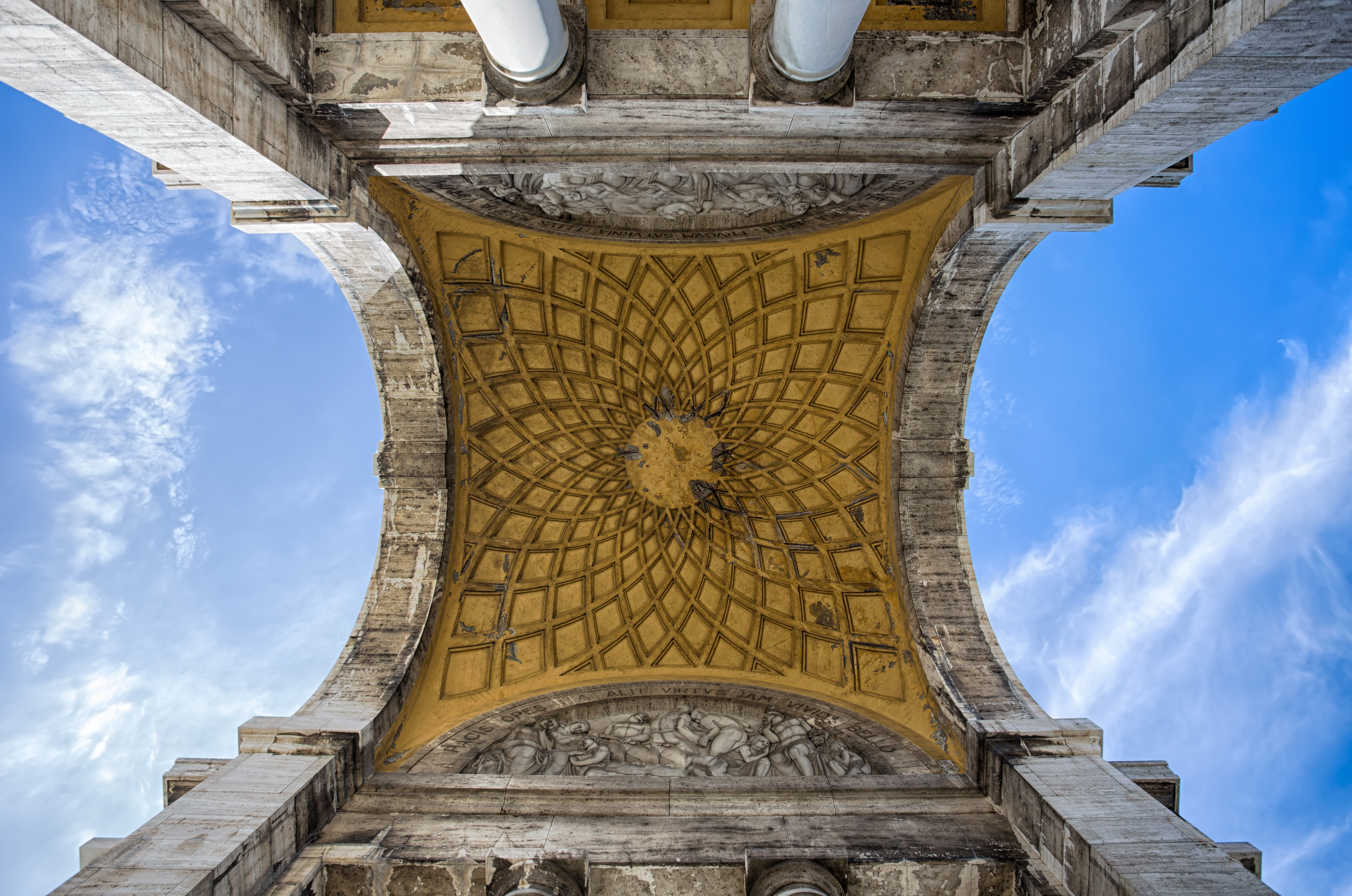
Particolare dell'Arco di Trionfo

L'arco, alto 27 metri, è costruito al termine di una rampa semicircolare i cui angoli, a scalinata, contano sei gradini. Ai due lati del basamento si aprono le porte che conducono alla cripta. Nel sacrario si trovano alcune statue dello scultore Giovanni Prini raffiguranti le Vittorie, San Giorgio e lo Stemma di Genova; dello stesso Prini sono presenti altre sculture con la riproduzione del bollettino della Vittoria, il bollettino della Marina e i nomi di tutti i caduti.
Al centro della struttura s'innalza l'altare, realizzato in marmo rosso di Levanto, sul quale pende un crocifisso bronzeo su croce di palissandro opera dello scultore Edoardo De Albertis.

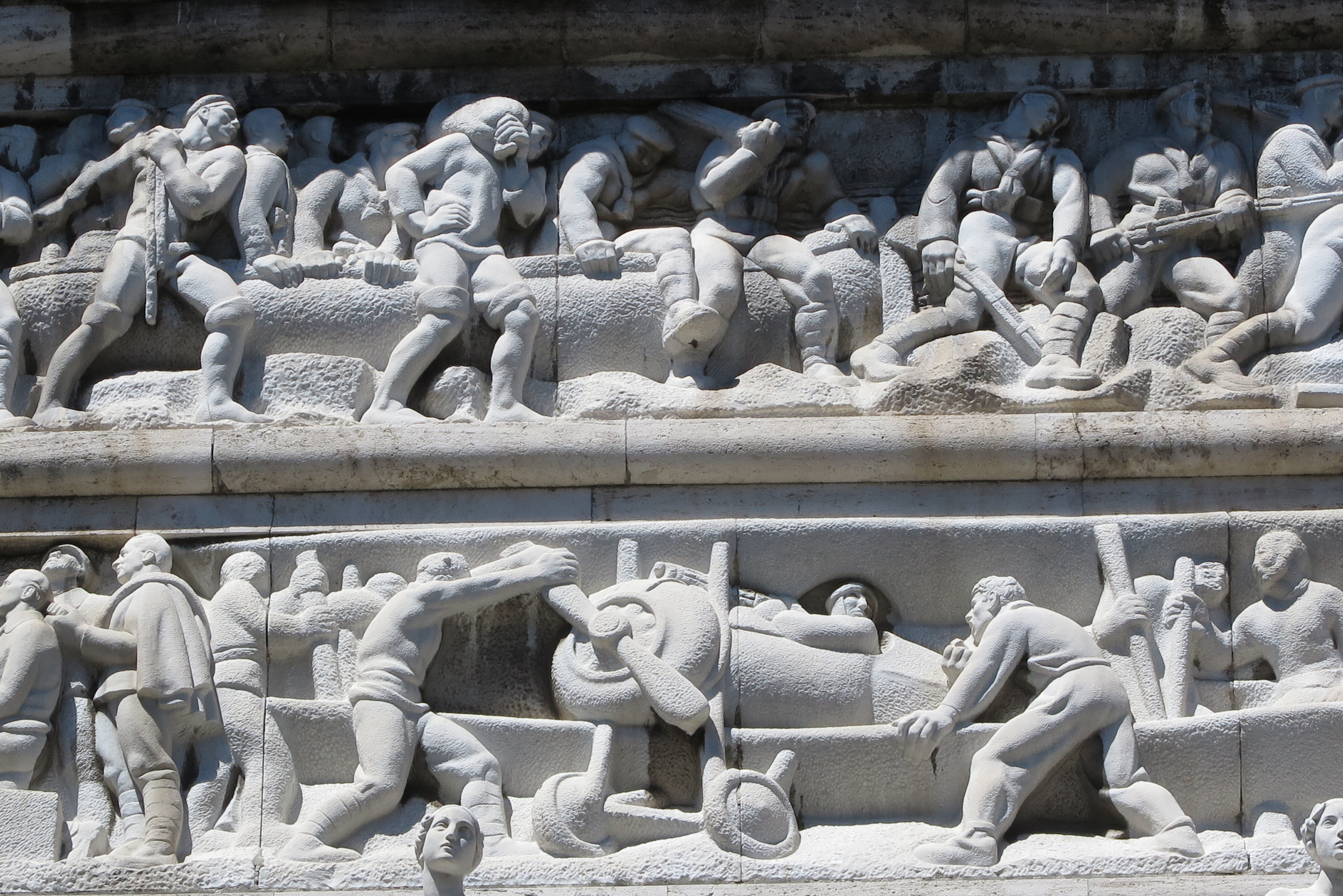
Particolare delle allegorie

Il monumento poggia su quattro pilastri angolari e otto pilastri ornati nella parte esterna da colonne lievemente bombate, terminanti con capitelli dorici che reggono le fame, opere di Arturo Dazzi e del De Albertis. All'interno si trovano colonne che reggono due grandi lunettoni, scolpite dal Prini, dedicate alla pace e alla famiglia.
La copertura interna, ad andamento a cupola, è di colore giallo decorato con un caleidoscopio di linee curve terminanti, al centro, con un cerchio.  lungo i bordi della volta figurano due scritte latine:
- "PACIS OPES ITA ALIT VIRTUS IAM VIVIDA BELLO"
(La virtù alimenta così le ricchezze della pace, ora vivide in guerra)
- "SALVE MAGNA PARENS FRUGUM SATURNIA TELLUS MAGNA VIRUM" - Virgilio, Georgiche 136 - 176

(Salve grande terra Saturnia, ricca di fertili campi, grande patria degli uomini.)
All'esterno si trovano le allegorie scolpite dal Dazzi con quattro iscrizioni, due delle quali ricordano i 680.000 caduti della Grande guerra e la data dell'erezione del monumento; le restanti due sono opera di Mario Maria Martini.
Il fregio di Arturo Dazzi si sviluppa in vari episodi. A nord sono raffigurati i mitraglieri e gli alpini, ai lati della chiave la Croce Rossa e la messa da campo; nel lato sud sono presenti gli artiglieri e la cavalleria, mentre ai lati dell'arco sono state raffigurate la rievocazione delle battaglie dell'Isonzo e del Piave; nel lato ovest sono raffigurati i bersaglieri, tra i quali ne compariva uno con il volto di Benito Mussolini, abraso dopo la seconda guerra mondiale, e il genio pontieri; nella zona est infine è stata scolpita l'aviazione e la marina.